# Gici Awas
Gici Awas (Kchi Awas, Ktciawas, Ktci-awa's, Ktsiawas, Ktsiawaas; Hairless Bear), Gici Awas je opisan kao monstruozno stvorenje Abenaki i Penobscot Indijanaca, ljudožder nalik na ogromnog medvjeda bez dlake ukočenih nogu i prevelike glave. Njegova imena doslovno znače "veliki medvjed" ili "velika zvijer", a kaže se da je bez dlake jer mu krzno ispada kao rezultat jedenja ljudskog mesa. Neki folkloristi vjeruju da je Veliki bezdlaki medvjed možda inspiriran mamutima ili fosilima mastodonta.
Ostali nazivi: Great Hairless Bear, Wa'skwekkehs, Wesk'ekkehs, Wuskwekkehs, Weskwekkehso, Wa'skwekkehso.